# Isognathus swainsonii
Isognathus swainsonii is een vlinder uit de familie van de pijlstaarten (Sphingidae). De wetenschappelijke naam van de soort werd in 1862 gepubliceerd door Cajetan von Felder en diens zoon Rudolf Felder. Het type werd verzameld langs de Rio Negro in Brazilië.